# خوان جرايثابال

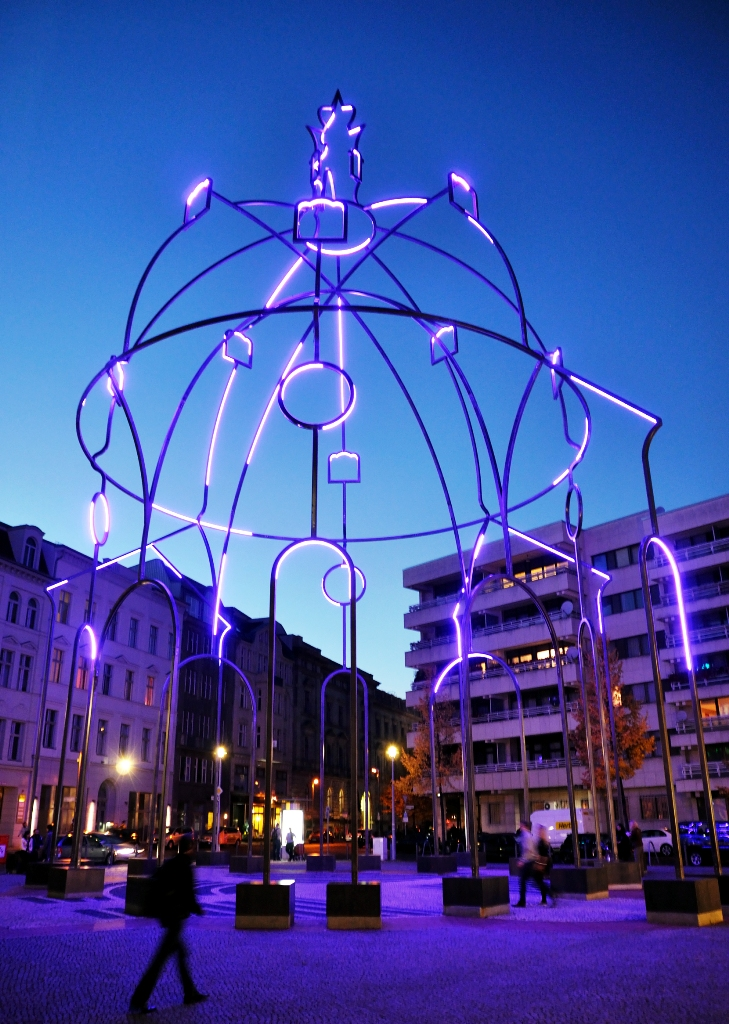
ميموريا أوربانا برلين

خوان غاريزابال (مواليد 1971 في مدريد ، إسبانيا ) هو فنان مفاهيمي ونحات ونقاش .  عمل الفنان المتنوع أيضًا بالرسومات وفن الفيديو والإضاءة والأنظمة الصوتية ، من بين أمور أخرى. وهو معروف عالميًا بمنشآته العامة الضخمة .  يجسد مشروعه الشخصي "Memorias Urbanas" (ذكريات المدينة) عناصر معمارية باهتة مع الهياكل النحتية والضوء ويملأ مساحات تاريخية مهمة في المدن الكبيرة.

## حياة مهنية
درس Juan Garaizabal الفنون الجميلة في IB67 في مدريد وأكمل دراساته العليا في CESEM في ريمس ، فرنسا ، حيث جمع بين إبداعاته الأولية وتصميم المساحات والغرف العلوية . اكتسب خبرة بمواد مختلفة. يعمل حاليًا في برلين ومدريد على تدخل مفاهيمي في الأماكن العامة. يخلق جزءًا كبيرًا من أعماله بيديه. يستخدم تقنيات تشكيل الحديد والصلب والإضاءة والأعمال الخشبية والبناء والبلاستيك .

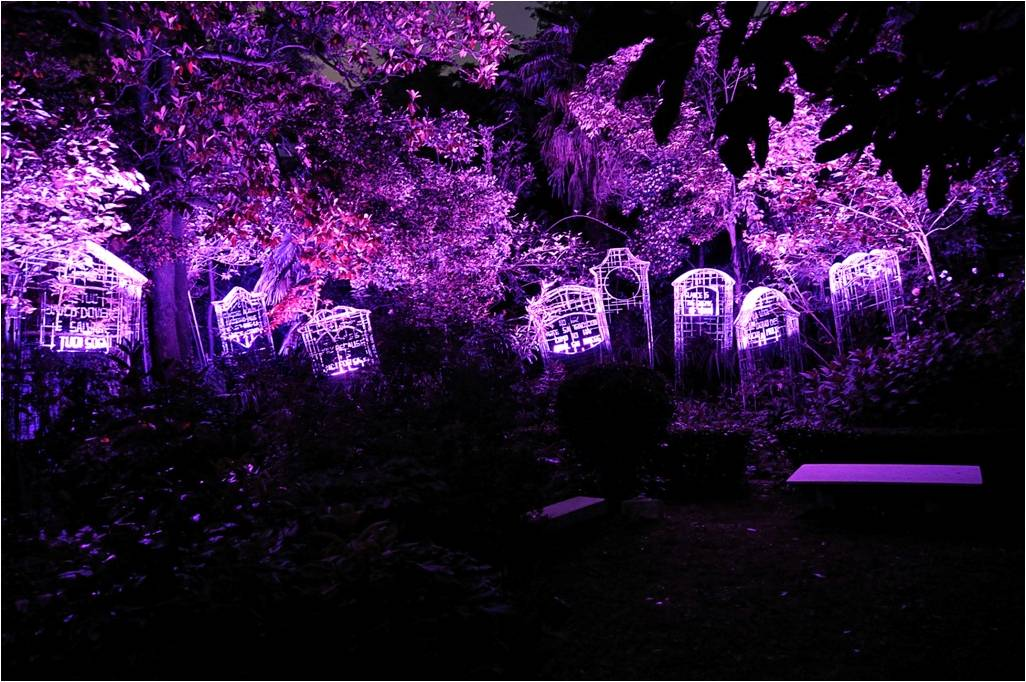
خوان غارايزابال ميموريا ديل جياردينو

## الأعمال المنشورة
المنشآت النحتية العامة الرئيسية:
- l   2006: غابة الزهور، فالنسية، إسبانيا

- 2007: ذكرى بوخارست الحضرية، منطقة أورانوس. ناوبتيا ألبا،  رومانيا.[11]

- 2011: سلالم الأرشيف. المجموعة الخاصة، كونكتيكت،  الولايات المتحدة.

- 2011: سلالم الأرشيف. كونكتيكت، الولايات المتحدة.

- 2012: ذكرى برلين الحضرية، ألمانيا.[12]

- 2013: ذكرى جياردينو البندقية، إيطاليا. برعاية باربرا روز.[12]

- 2016: ذكرى ميامي الحضرية، شرفة لا هافانا، الولايات المتحدة.[13]
- 2018: ذكرى بوابة سان مارتين. شقوبيا، إسبانيا. هناك احتفال

- 2020: بييدرا سوبري بييدرا، توليدو، إسبانيا

- 2020: بوابة إيفر تايم، شنغهاي،  الصين

- 2021: أربع منحوتات ضخمة، باريس،  فرنسا

- 2021: مؤسسة الأمير ألبرت، موناكو

- 2021: بينالي النحت 2021، سان بول دي فانسv  فرنسا

- 2023: شرفة إيفر تايم، شنغهاي،  الصين

- 2024: ذاكرة الزجاج، فالنسيا،  إسبانيا

- 2024: أرض دلمون وباب دلمون، المنامة،  البحرين

- 2025: الذاكرة الحضرية: حمامات نابليون،  بياريا

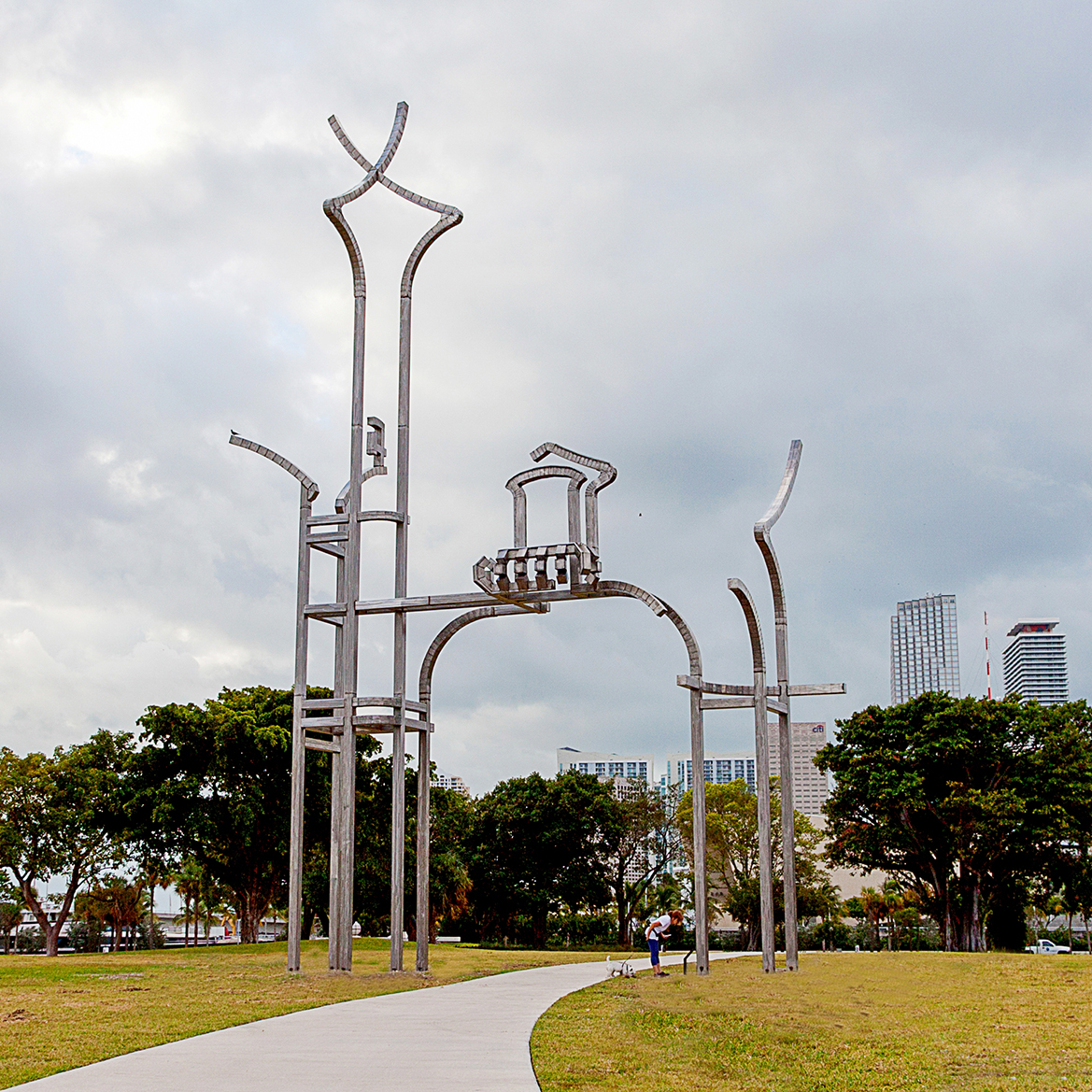
شرفة هافانا في متحف بارك ميامي

- 2025: ميناء إيفر تايم، البرتغال شرفة هافانا في متحف بارك ميامي

## الحياة الشخصية
بين عامي 1998 و 2007 سافر عبر القارة الأفريقية عبر محطات مختلفة من مدريد إلى كيب تاون . يعيش ويعمل حاليًا في برلين ومدريد ، ويقوم بالتوفيق بين الأعمال المؤقتة لمشاريع أخرى. هو أب لابنتين.

## روابط انترنت
- Morgenpost.de
- ZDF.de
- العالمي
- لوس انجليس تايمز
- إل نويفو هيرالد
- ميامي نيو تايمز
- أمريكا اللاتينية هيرالد تريبيون نسخة محفوظة 23 مارس 2017 على موقع واي باك مشين.
- ميامي

## التفصيل
1. ↑   https://www.huffpost.com/entry/expo-chicago-is-now-the-t_b_4225368. {{استشهاد ويب}}: |url= بحاجة لعنوان (مساعدة) والوسيط |title= غير موجود أو فارغ (من ويكي بيانات) (مساعدة)
2. ↑   https://cadenaser.com/emisora/2021/12/20/radio_alicante/1640021293_133426.html. {{استشهاد ويب}}: |url= بحاجة لعنوان (مساعدة) والوسيط |title= غير موجود أو فارغ (من ويكي بيانات) (مساعدة)
3. ↑   https://www.revistaad.es/arte/articulos/juan-garaizabal-el-artista-espanol-que-triunfa-en-china. {{استشهاد ويب}}: |url= بحاجة لعنوان (مساعدة) والوسيط |title= غير موجود أو فارغ (من ويكي بيانات) (مساعدة)
4. ↑  ستيف تشين; تشاد هيرلي; جاود كريم, YouTube (باللغات المتعددة), QID:Q866
5. ↑   https://news.artnet.com/partner-content/juan-garaizabal-enviroment-urban-memory. {{استشهاد ويب}}: |url= بحاجة لعنوان (مساعدة) والوسيط |title= غير موجود أو فارغ (من ويكي بيانات) (مساعدة)
6. ↑  ستيف تشين; تشاد هيرلي; جاود كريم, YouTube (باللغات المتعددة), QID:Q866
7. ↑  ستيف تشين; تشاد هيرلي; جاود كريم, YouTube (باللغات المتعددة), QID:Q866
8. ↑  ستيف تشين; تشاد هيرلي; جاود كريم, YouTube (باللغات المتعددة), QID:Q866
9. ↑  El Pais نسخة محفوظة 2022-12-26 على موقع واي باك مشين.
10. ↑  TVE (Film) نسخة محفوظة 2022-12-25 على موقع واي باك مشين.
11. ↑  Descubrir el Arte
12. 1 2  Berliner Morgenpost نسخة محفوظة 2023-01-31 على موقع واي باك مشين.
13. ↑  CNN (Video) نسخة محفوظة 2022-12-25 على موقع واي باك مشين.